# Ulica Kołodziejska w Gdańsku
Ulica Kołodziejska w Gdańsku (niem. Große Scharrmachergasse) – ulica w Gdańsku znajdująca się na Głównym Mieście. Łączy ul. Piwną z ul. Świętego Ducha, jej długość wynosi ok. 80 m.

## Historia

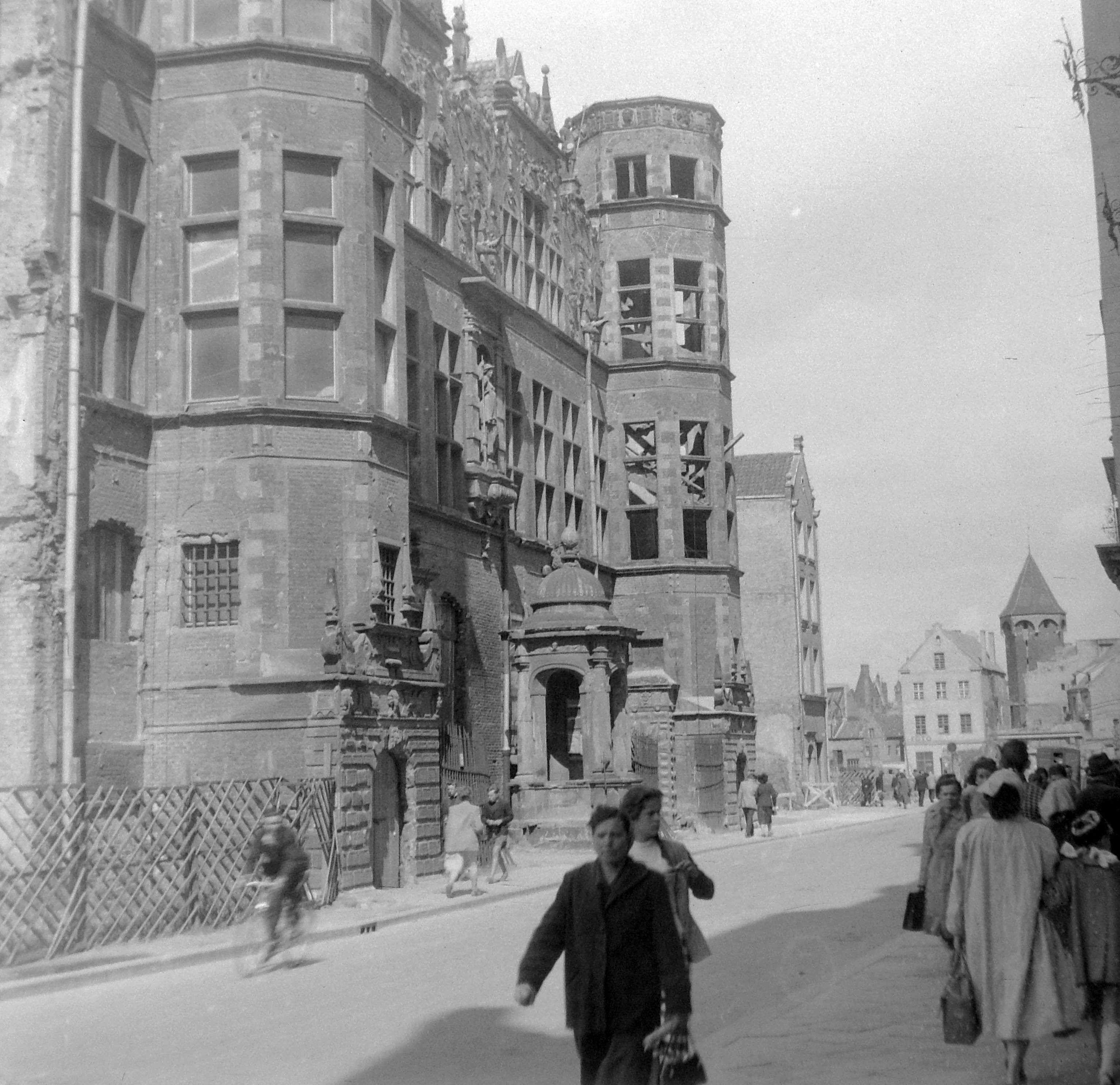
Ulica Kołodziejska po 1945 r., po lewej Wielka Zbrojownia

Nazwa ulicy pochodzi od rzemieślników Kołodziejów, którzy mieli tu swoje warsztaty. Pierwsze wzmianki o ulicy pochodzą z 1382 roku.
Jedną stronę ulicy, na całej jej długości zajmuje, socrealistyczny w stylu, mieszkalny budynek z podcieniami o numerze 7/9, a po drugiej stronie znajduje się szereg kamienic odbudowanych po 1945 roku, wraz z budynkiem Wielkiej Zbrojowni.
Od 2013 roku jest wyłączona z ruchu kołowego – wyjątkiem jest dopuszczenie ruchu rowerowego – i na całej długości stanowi strefę pieszą. W sezonie letnim na całej jej szerokości, znajdują się stoiska rzemieślników i artystów Jarmarku św. Dominika.

## Turystyka
- Wielka Zbrojownia

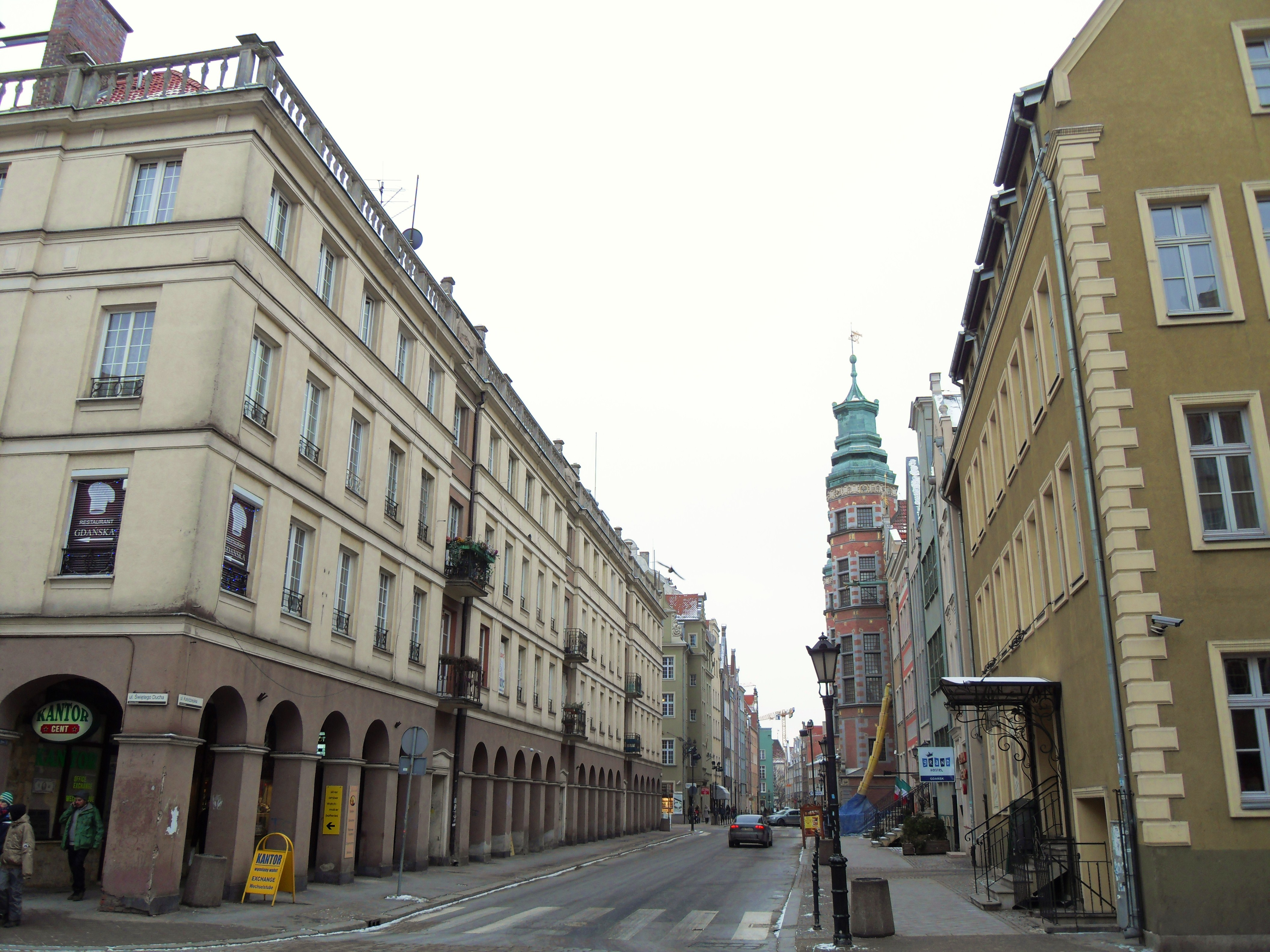
ulica Kołodziejska, widok od strony ul. Świętego Ducha, po lewej budynek w stylu socrealistycznym

- Tourist Point Gdańsk – Punkt Turystyczny
- Hotel Wolne Miasto
- EuroVelo – Szlak rowerowy
- Wypożyczalnia Rowerów – Bike Rental